# 정과

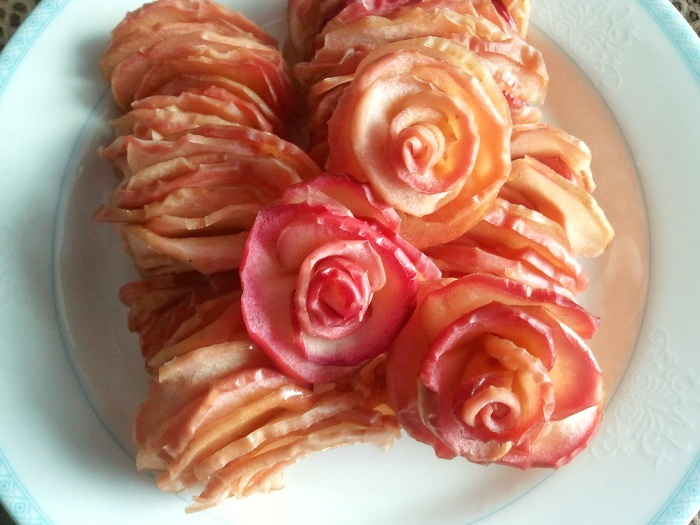
사과 정과

정과(正果)는 전과(煎果),  밀전(蜜煎)이라고도 불리며 과일이나 뿌리식물을 설탕 등에 졸여 만드는 한국의 과자로, 당과의 일종이다.

## 종류
- 인삼정과
- 당근정과
- 동아정과
- 생강정과
- 연근정과
- 모과정과
- 유자정과
- 죽순정과
- 홍삼정과
- 도라지정과
- 수정과